# Symphytognatha orghidani
Symphytognatha orghidani is een spinnensoort uit de familie Symphytognathidae. De soort komt voor in Cuba.